# Templo de Nefertari (Abu Simbel)

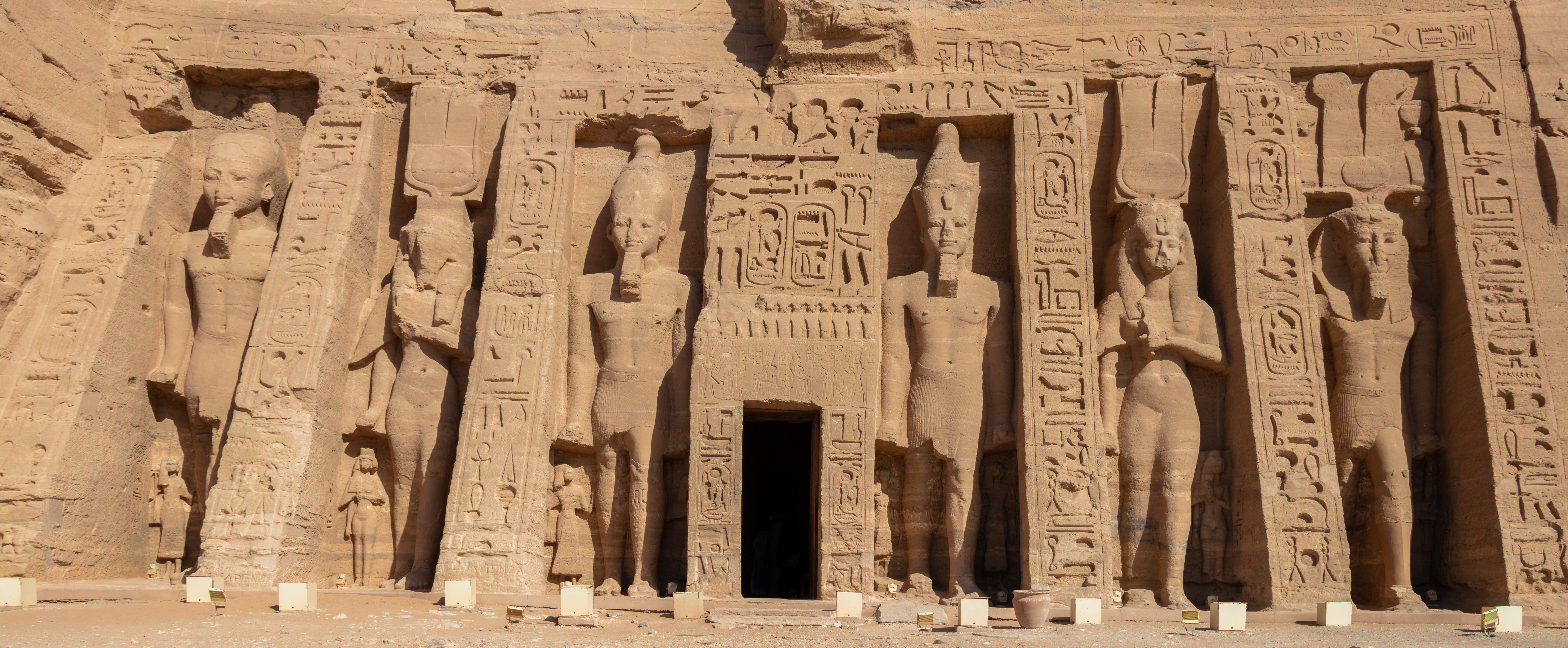
Vista frontal del Templo de Nefertari con sus 6 colosos custodiándolo, en Abu Simbel.

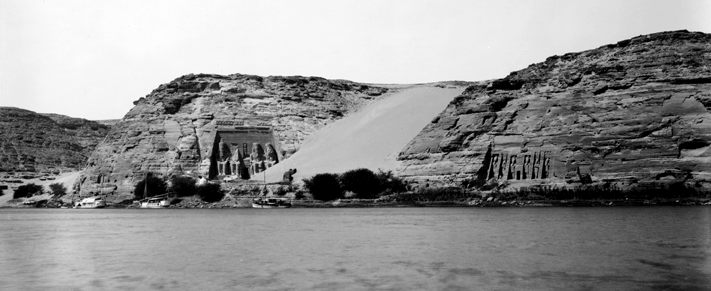
Fotografía de 1905 del complejo de Abu Simbel, a la derecha el Templo de Nefertari o Templo de Hathor, en la ribera del Nilo.

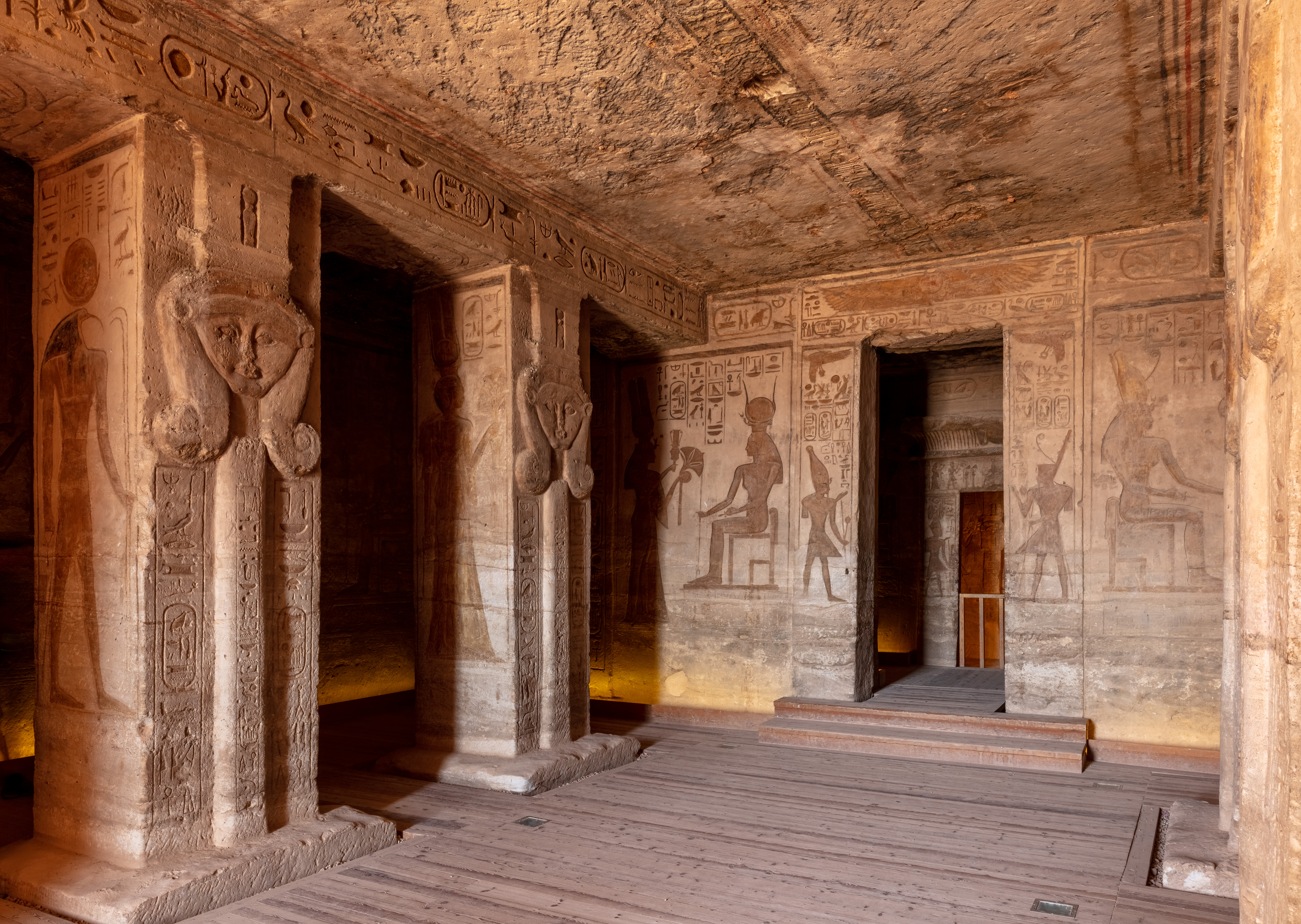
Interior del templo.

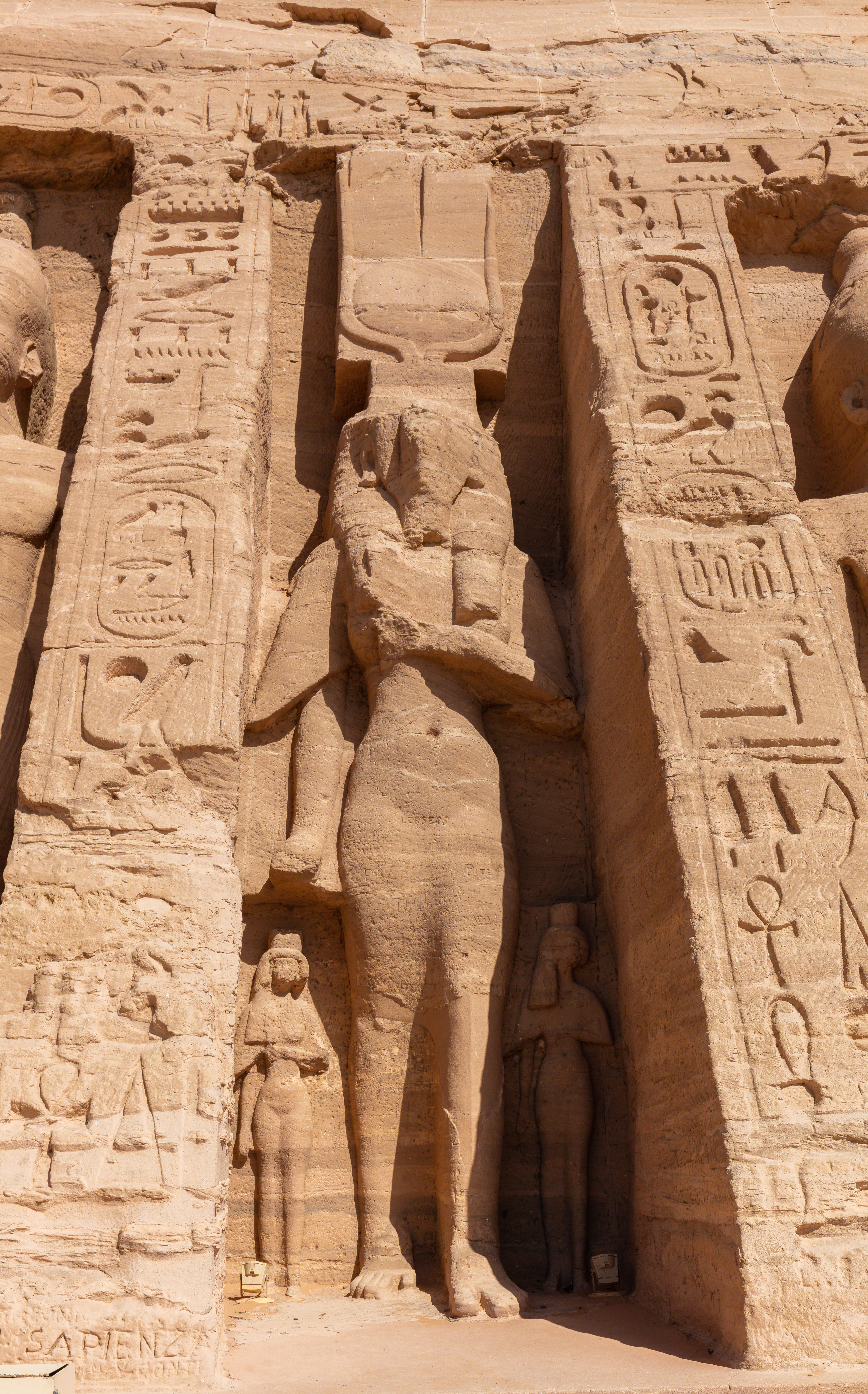
Detalle de uno de los colosos de Nefertari en la entrada.

El Templo de Nefertari, también conocido como "Templo de Hathor", fue construido bajo el mandato del tercer faraón egipcio de la Dinastía XIX, Ramsés II, como homenaje a su esposa, la reina Nefertari, siendo unos de los escasos ejemplos de grandes templos dedicados a una mujer en el Antiguo Egipto y que forma parte, junto con el Templo de Ramsés II, del complejo de Abu Simbel.

## Ubicación
El templo está situado al sur de Egipto, a 300 kilómetros de la ciudad de Asuán, y al norte respecto del templo de Ramsés II.

## Historia
El templo se empezó a erigir aproximadamente en el año 1264 a. C. y se finalizó, veinte años después, en el año 1244 a. C.
Es uno de los seis templos excavados en la roca que se edificaron durante el largo reinado de Ramsés II. 
Fue abandonado durante varios siglos, hasta que en 1813 el suizo J. L. Burckhardt lo visitó. A su vuelta a Europa, explicó su descubrimiento al explorador italiano Giovanni Belzoni, el cual viajó al lugar, pero no pudo acceder al templo, por lo que volvió en 1817, esta vez encontrando la entrada y posteriormente llevándose todos los objetos que encontró y pudo transportar.

## Estructura
- Fachada: La fachada del templo presenta seis colosos: cuatro representando a Ramsés II y dos a la reina Nefertari. Los colosos están flanqueados por estatuas más pequeñas de los hijos e hijas del faraón y la reina.
- Sala Hipóstila: Al entrar al templo, se encuentra la sala hipóstila o pronaos, que está sostenida por seis pilares decorados con relieves de la diosa Hathor y la reina Nefertari. Las paredes de esta sala están adornadas con relieves que muestran al faraón y la reina en diversas actividades religiosas, como haciendo ofrendas a los dioses.
- Vestíbulo Transversal: Desde la sala hipóstila, se accede a un vestíbulo transversal que lleva a las cámaras interiores. Este vestíbulo también está decorado con relieves detallados.
- Sala de la Divinidad o Santuario Principal: En el fondo del templo se encuentra el santuario principal, dedicado a la diosa Hathor, que está representada en una estatua junto con Nefertari. Este santuario es el punto focal del templo y simboliza el lugar donde la diosa Hathor reside y recibe culto.
- Capillas Laterales: A ambos lados del vestíbulo transversal hay pequeñas capillas y habitaciones auxiliares que también están decoradas con relieves. Estas capillas probablemente se utilizaban para propósitos rituales y ceremoniales.
- Relieves y Decoraciones: El interior del templo está ricamente decorado con relieves y pinturas que muestran escenas de la vida cotidiana, actos ceremoniales y divinidades egipcias. Las imágenes son tanto de Nefertari como de Ramsés II, lo que subraya la importancia de ambos en el culto y la vida religiosa.

Estas estructuras y decoraciones reflejan la maestría artística y la profunda espiritualidad de la civilización egipcia durante el reinado de Ramsés II, haciendo del Templo de Nefertari una de las joyas arquitectónicas del antiguo Egipto.

### Componentes
1. Fachada Principal: La fachada del templo está flanqueada por cuatro imponentes estatuas colosales de Ramsés II, cada una de aproximadamente 10 metros de altura. Estas estatuas representan al faraón sentado en un trono y están talladas directamente en la roca de la montaña.
2. Entrada y Pasajes: El templo está tallado en la roca de la montaña, y su entrada conduce a una serie de pasajes y salas interiores. Estos pasajes están decorados con relieves y jeroglíficos que narran eventos históricos y religiosos.
3. Sala Hipóstila: Una de las salas más impresionantes del templo es la sala hipóstila, que cuenta con ocho columnas decoradas con relieves que representan a Ramsés II y Nefertari haciendo ofrendas a los dioses. Esta sala estaba destinada a ceremonias religiosas.
4. Santuario Interior: En el santuario interior del templo se encuentra una estatua de la diosa Hathor, a la que el templo está dedicado. Esta estatua se encuentra en un nicho en la parte posterior del templo y estaba destinada a ser adorada por los fieles.
5. Decoraciones Murales: Las paredes del templo están decoradas con impresionantes pinturas murales y relieves que representan escenas de la vida de Ramsés II y Nefertari, así como escenas religiosas y mitológicas. Estas decoraciones muestran una atención al detalle y una habilidad artística extraordinarias.
6. Capillas Laterales: A lo largo de los pasillos del templo, hay varias capillas laterales dedicadas a diferentes dioses y deidades, donde se realizaban ofrendas y rituales específicos.
7. Patio Exterior: Fuera del templo, hay un patio con columnas y estatuas que también están decoradas con relieves y jeroglíficos. Este patio era utilizado para celebraciones religiosas y festividades.

## Arquitectura
- El templo es una construcción de tipo speos, (edificaciones talladas en la roca).
- En la fachada hay seis estatuas colosales: 4 de Ramsés II con nemes, la doble corona del Alto y Bajo Egipto y 2 de Nefertari; todas tiene adelantada la pierna izquierda, como si estuvieran caminando.
- Las seis son de igual tamaño, algo poco corriente, ya que las estatuas que representaban al faraón solían ser de mayor tamaño y están dentro de hornacinas rectangulares y formando dos grupos de tres.
- Empezando por la izquierda los colosos representan a:
  - Ramsés II con la corona del Alto Egipto, con barba postiza.
  - Nefertari con atributos de la diosa Hathor, disco solar entre 2 altas plumas y cuernos de vaca.
  - Ramsés II con la corona blanca del Alto Egipto, con barba postiza.
  - Ramsés II con doble corona, con barba postiza.
  - Nefertari con atributos de la diosa Hathor, disco solar entre 2 altas plumas y cuernos de vaca.
  - Ramsés II con el nemes, la corona atef, con barba postiza.

- Cada estatua mide aproximadamente 10 metros de altura.

- La entrada conduce a la sala hipóstila, con seis columnas centrales, esculpidas con capiteles decorados con la cabeza de la diosa Hathor que contiene inscripciones con historias del rey y la reina, y fórmulas de adoración a las deidades Mut, Isis, Satis, Hathor, Anukis y Urethekau, todas ellas divinidades femeninas.

- El interior del Templo se divide en diversas estancias: Santuario, sala hipóstila, 2 pequeñas salas-almacén, pronaos, vestíbulo.

## Materiales
El Templo de Nefertari en Abu Simbel fue principalmente esculpido directamente en la roca arenisca del acantilado donde está situado. Sin embargo, además de la roca arenisca, se emplearon otros materiales y técnicas en su construcción:
1. Roca Arenisca: La estructura principal del templo, incluidos los colosos y las fachadas, está tallada en roca arenisca. Este material era abundante en la región y fácil de trabajar, lo que lo hacía ideal para esculturas monumentales.
2. Pintura y Pigmentos: Los interiores del templo estaban decorados con pinturas que utilizaban pigmentos naturales. Estos pigmentos incluían:
  - Ocre Rojo y Amarillo: Hechos de óxidos de hierro, utilizados para diferentes tonos de rojo y amarillo.
  - Azurita y Malaquita: Utilizados para obtener colores azul y verde.
  - Carbón: Utilizado para obtener el color negro.
  - Yeso: Empleado como base para aplicar las pinturas sobre las superficies de la roca.
3. Mortero y Estuco: En algunas áreas, especialmente para detalles decorativos y reparaciones, se usaba una mezcla de mortero y estuco, que podía ser aplicado sobre la roca arenisca para crear una superficie más lisa o para restaurar áreas dañadas.
4. Madera y Metal: Aunque no era un material principal en la estructura de piedra, se utilizaban madera y metal para puertas, bisagras y otros elementos funcionales del templo.

La combinación de estos materiales y técnicas permitió a los antiguos egipcios crear un monumento duradero y artísticamente impresionante, que ha perdurado a lo largo de los siglos.

### Razones
- Arenisca:
  - Disponibilidad: La arenisca era abundante en la región de Nubia, donde se encuentra Abu Simbel. Esto facilitaba su extracción y transporte.
  - Durabilidad: La arenisca es un material resistente que puede soportar el clima árido del desierto y las inclemencias del tiempo, preservando las estructuras a lo largo del tiempo.
  - Trabajabilidad: Este tipo de piedra es relativamente fácil de tallar, lo cual era esencial para los detallados relieves y estatuas del templo.
- Pigmentos Naturales:
  - Accesibilidad: Los antiguos egipcios tenían acceso a una variedad de pigmentos naturales derivados de minerales y otros elementos encontrados en su entorno.
  - Simbolismo: Los colores utilizados en las decoraciones tenían significados específicos y simbólicos, por ejemplo, el azul y el verde representaban el agua y la vegetación, esenciales para la vida y la fertilidad.
- Mortero y Estuco:
  - Estabilidad: El mortero proporcionaba cohesión entre las piedras, asegurando la estabilidad de las construcciones a largo plazo.
  - Flexibilidad: Permitía cierta flexibilidad en la construcción, adaptándose a las irregularidades de los bloques de piedra y ayudando a distribuir las cargas de manera uniforme.
- Madera y Metales:
  - Estructural y Decorativo: Aunque no tan prominentes como la piedra, la madera y los metales se utilizaban en elementos estructurales secundarios y en decoraciones, especialmente en puertas y mobiliario.
  - Riqueza y Estatus: El uso de materiales preciosos y semipreciosos reflejaba el estatus y la riqueza del faraón y de su esposa.

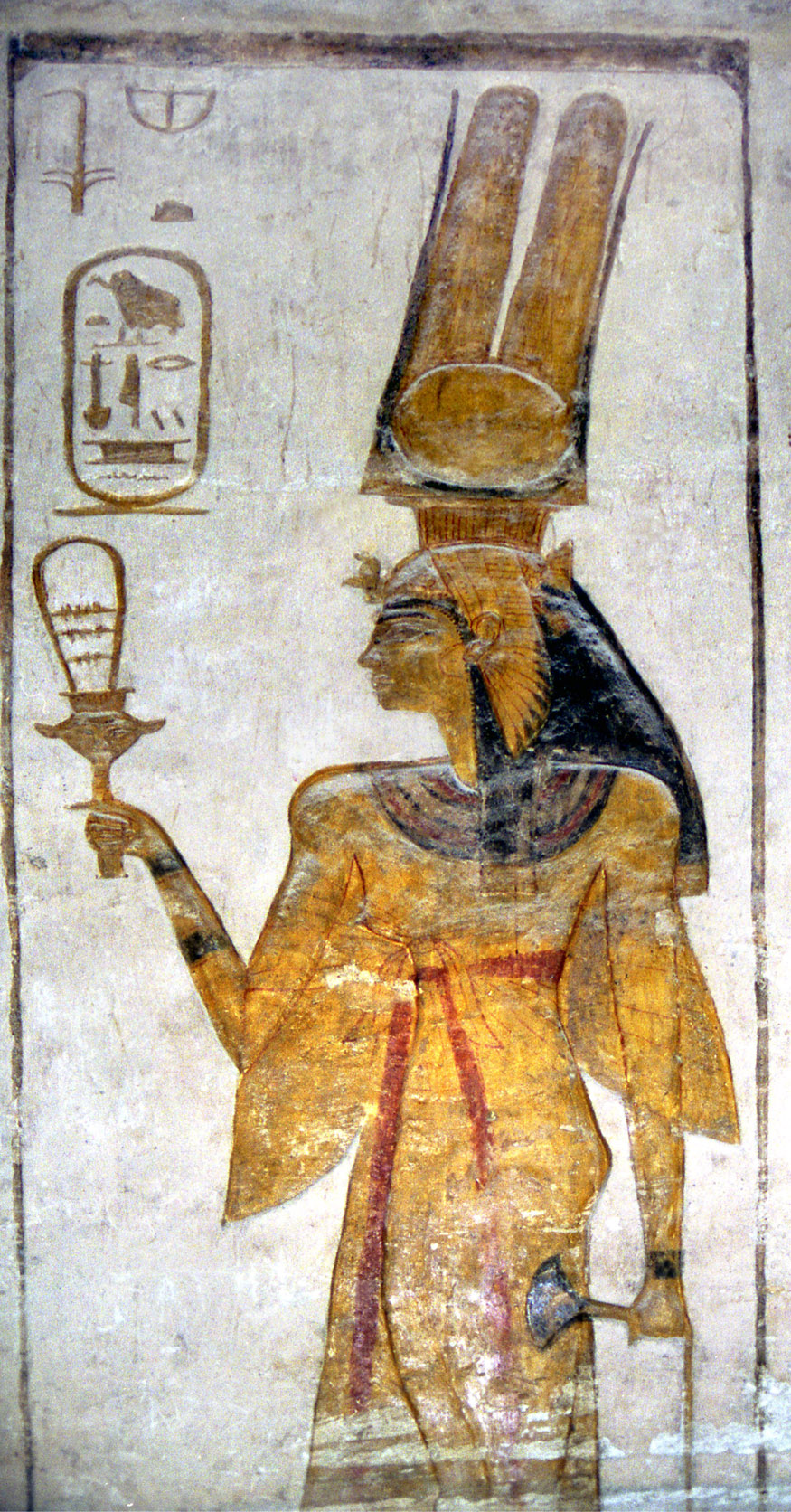
Pintura que representa a la reina Nefertari sosteniendo un sistro (instrumento musical). Templo de Nefertari.

## Simbología
El templo está dedicado a Hathor, diosa del amor y la belleza, así como a su esposa favorita, Nefertari.
Se construyó junto con el Templo de Ramsés II con la intención de impresionar a los enemigos del sur de Egipto y dar fe de la grandeza y poder del reino.
La dedicatoria que se encuentra en la entrada del templo, lleno de imágenes de Nefertari y de sus hijos, basta para comprobar lo que sentía el faraón por su reina:
[...] Una obra perteneciente por toda la eternidad a la Gran Esposa Real Nefertari-Merienmut, por la que brilla el Sol.

## Conservación
Forma parte del Museo al Aire Libre de Nubia y Asuán, declarado Patrimonio de la Humanidad por la Unesco en 1979 con el nombre de Monumentos de Nubia de Abu Simbel a File.

## Curiosidades
- Como consecuencia de la construcción de la presa de Asuán en 1964 el Templo de Ramsés y el de Nefertari se desmantelaron para volver a ser reconstruidos en una zona próxima, 65 metros más alta y unos doscientos metros más alejada.
- Según los arqueólogos el templo no se llegó a finalizar.